# (2854) Rawson
(2854) Rawson es un asteroide perteneciente al cinturón de asteroides, descubierto el 6 de mayo de 1964 por David McLeish desde el Observatorio Astronómico de Córdoba, Córdoba, Argentina.

## Designación y nombre
Designado provisionalmente como 1964 JE =. Fue nombrado Rawson en honor a Guillermo Rawson médico y político argentino.